# Nada Vuksanović
Nada Vuksanović es una deportista yugoslava que compitió en atletismo adaptado. Ganó cuatro medallas en los Juegos Paralímpicos de Verano en los años 1988 y 1992.

## Palmarés internacional
| Representando a Yugoslavia                                |                      |                  |          |
| Juegos Paralímpicos                                       |                      |                  |          |
| Año                                                       | Lugar                | Medalla          | Prueba   |
| 1988                                                      | Seúl (Corea del Sur) | Medalla de oro   | Disco B2 |
| 1988                                                      | Seúl (Corea del Sur) | Medalla de oro   | Peso B2  |
| Representando a Participantes Paralímpicos Independientes |                      |                  |          |
| Juegos Paralímpicos                                       |                      |                  |          |
| Año                                                       | Lugar                | Medalla          | Prueba   |
| 1992                                                      | Barcelona (España)   | Medalla de oro   | Disco B2 |
| 1992                                                      | Barcelona (España)   | Medalla de plata | Peso B2  |